# Podglavica (Danilovgrad)
Pour les articles homonymes, voir Podglavica.
Podglavica (en serbe cyrillique : Подглавица) est un village du centre du Monténégro, dans la municipalité de Danilovgrad.

## Démographie

### Évolution historique de la population
| 1948 | 1953 | 1961 | 1971 | 1981 | 1991 | 2003 |
| ---- | ---- | ---- | ---- | ---- | ---- | ---- |
| 229  | 201  | 202  | 209  | 218  | 199  | 240  |